# Sphenanthias tosaensis
Sphenanthias tosaensis is een straalvinnige vissensoort uit de familie van de lintvissen (Cepolidae). De wetenschappelijke naam van de soort is voor het eerst geldig gepubliceerd in 1934 door Kamohara.